# يثمة
يَثْمَة أو مِيْشُكْسِيَة (الاسم العلمي: Michauxia)، جنس نباتات من الفصيلة الجريسية. أنواعه سبعة واطنة في جنوب غرب آسيا.
- ميشكسية جريسية L'Hér. -تركيا، فلسطين، سوريا، لبنان
- Michauxia koeieana Rech.f. - إيران
- Michauxia laevigata Vent. - القوقاز، إيران، تركيا
- يثمة عارية Michauxia nuda A.DC. in A.P.de Candolle - تركيا، لبنان، سوريا، العراق
- Michauxia stenophylla Boiss. & Hausskn. in P.E.Boissier - إيران
- Michauxia tchihatcheffii Fisch. & C.A.Mey. - تركيا
- Michauxia thyrsoidea Boiss. & Heldr. in P.E.Boissier - تركيا